# Helen Boyle (Medizinerin)

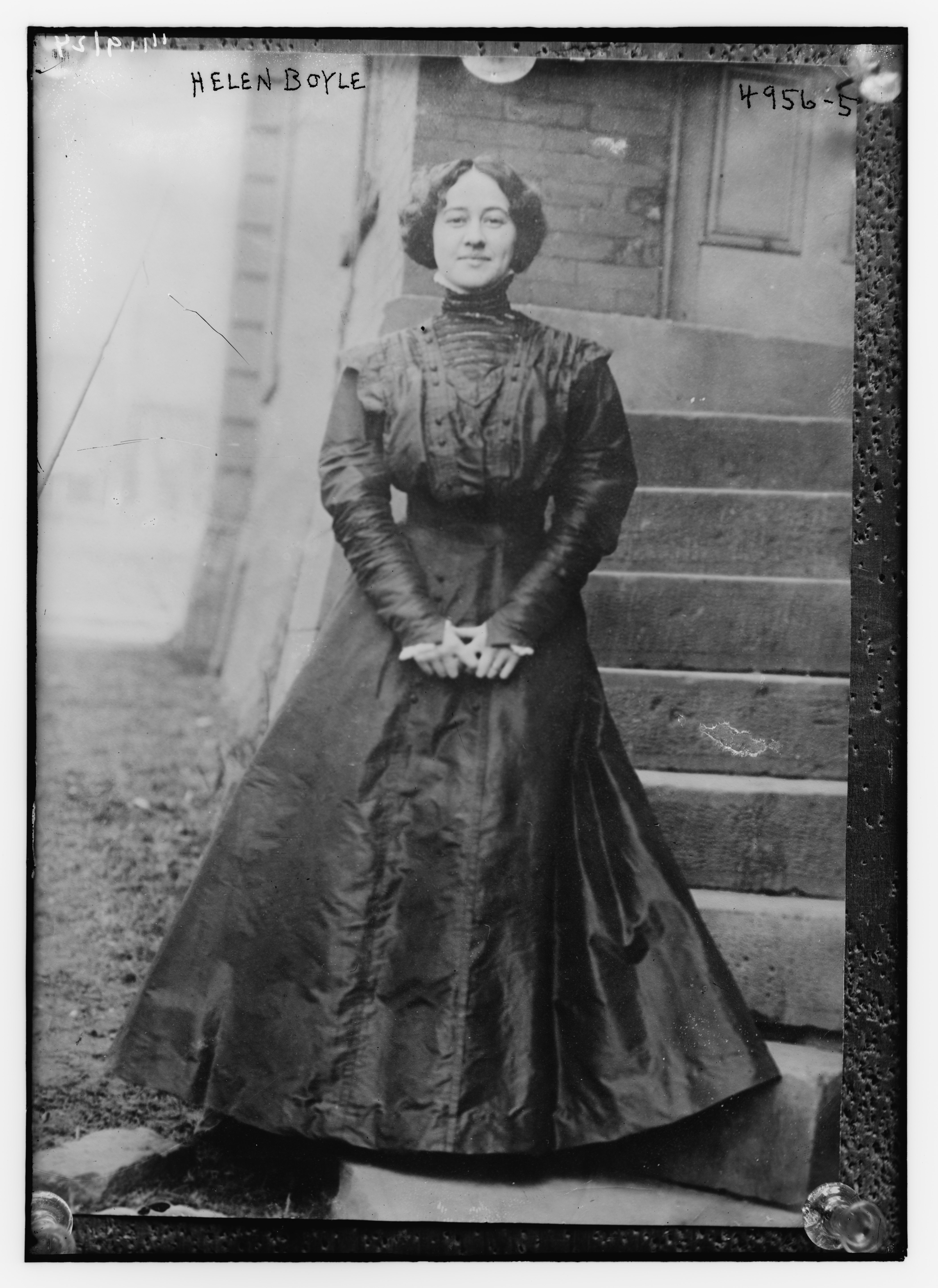
Helen Boyle

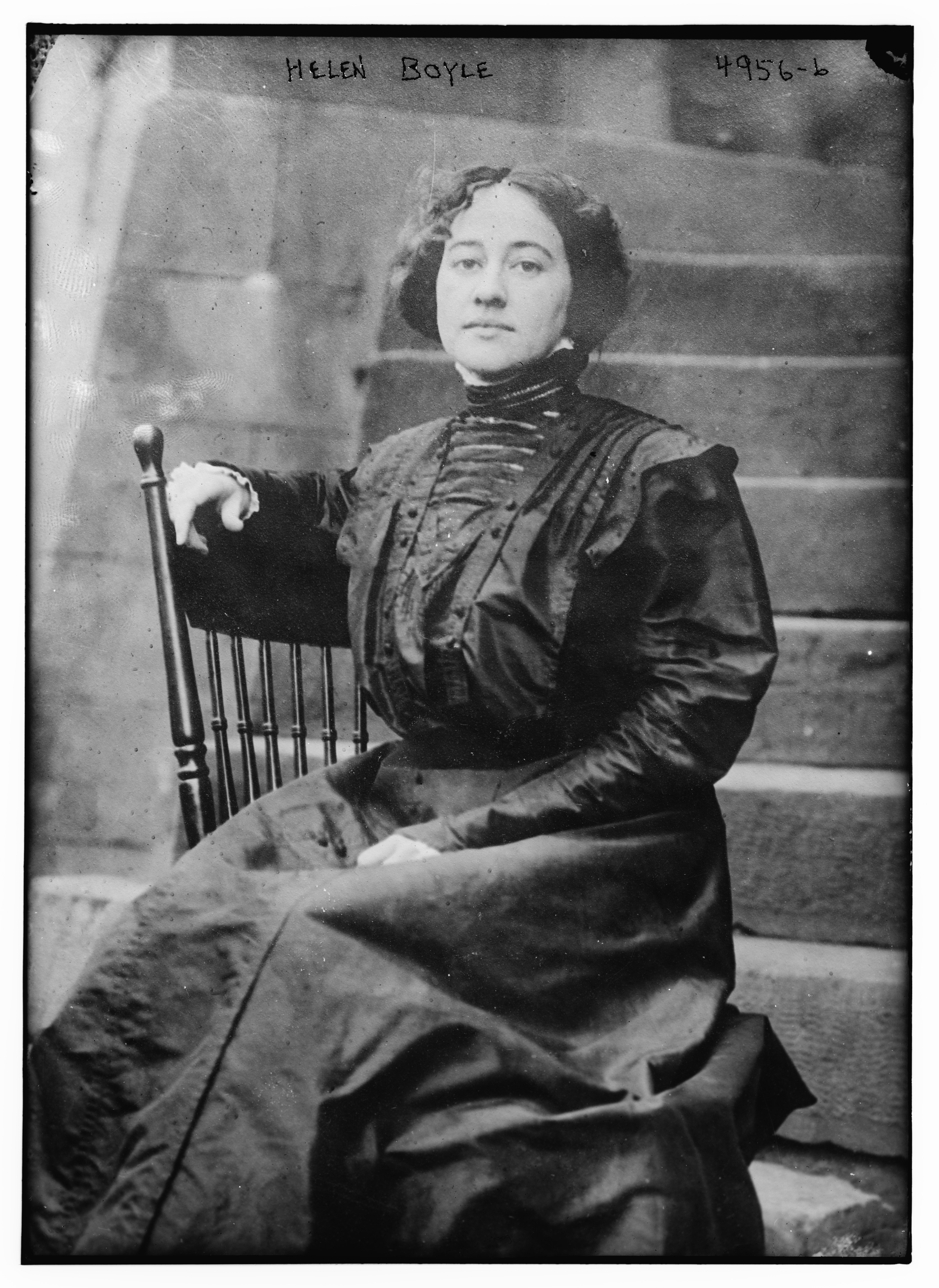
Helen Boyle, 1915

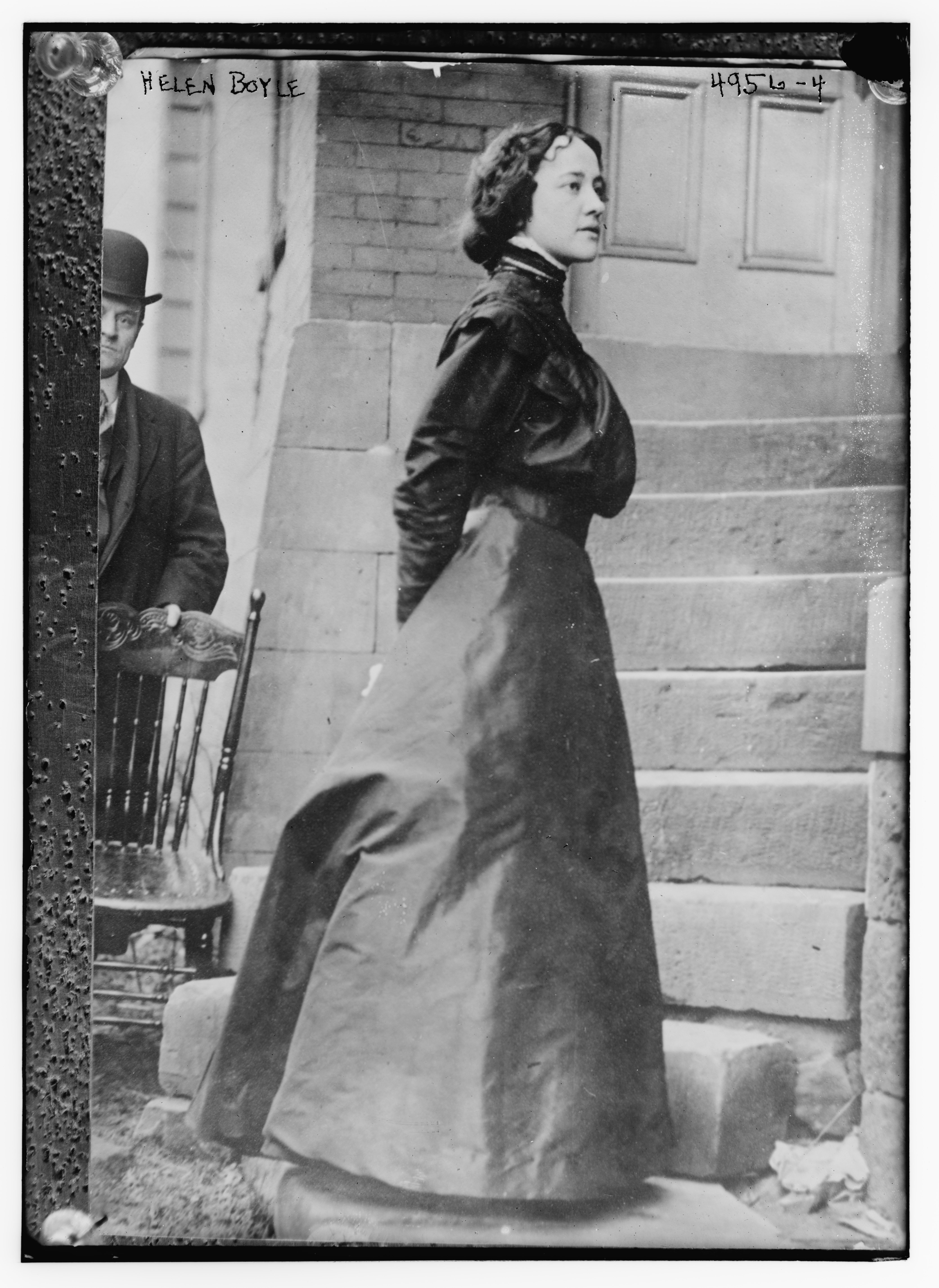
Helen Boyle, 1909

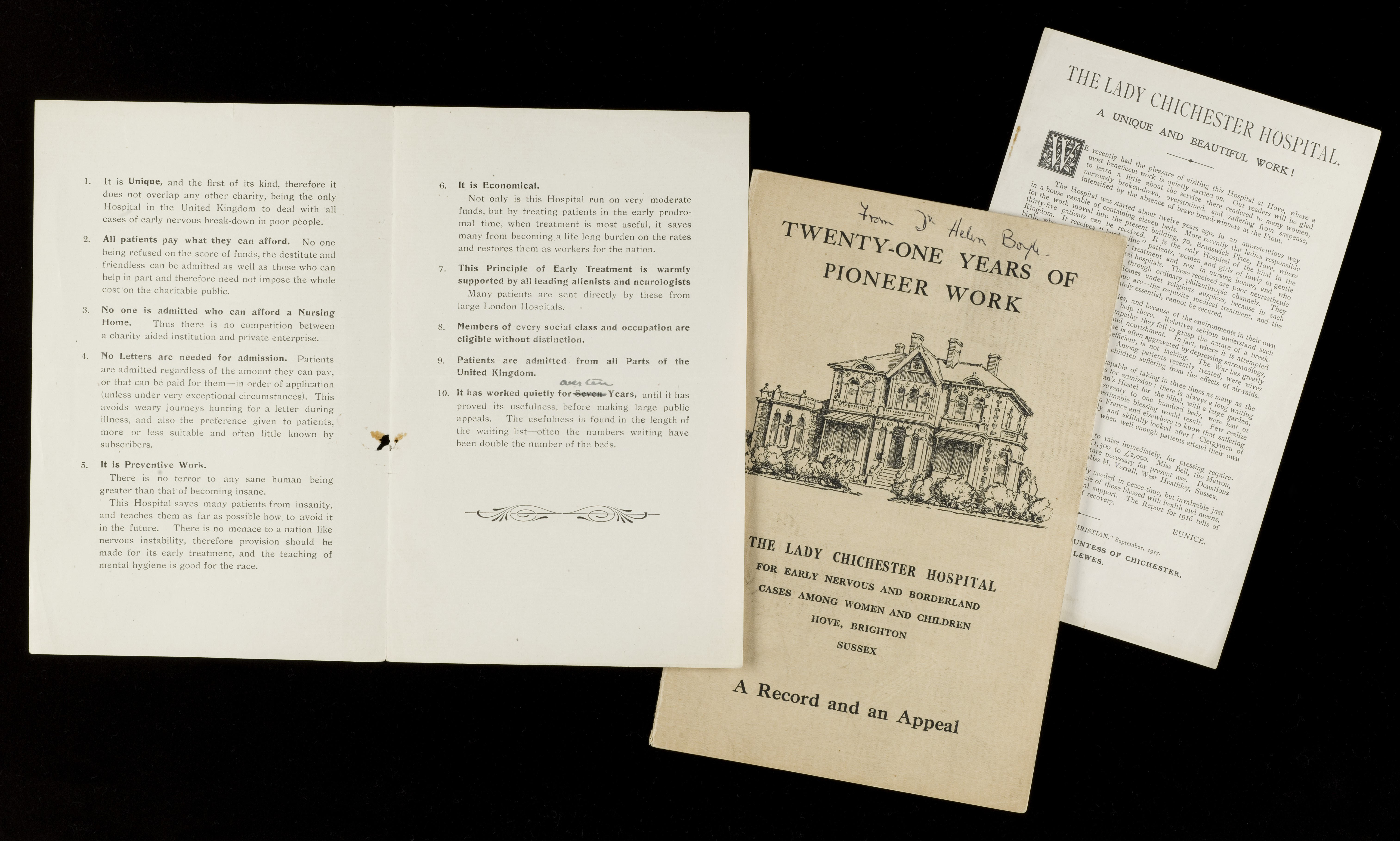
3 Broschüren über das Lady Chichester Hospital for Early Nervous Cases

 Helen Boyle  (* 1869 in Dublin, Irland; † 1957 in Pyecombe, England) war eine irisch-britische Ärztin und Spezialistin für die Behandlung psychischer Erkrankungen. Sie war die erste weibliche Präsidentin der Royal Medico-Psychological Association.

## Leben und Werk
Boyle war das älteste der fünf Kinder von Alice Mary Boyle und von dem Bankier Richard Warneford Boyle. Sie wurde an der Höheren Tochterschule in Bonn erzogen, wohin ihre Mutter und ihre Geschwister 1882 infolge des Konkurses ihres Vaters und der informellen Trennung ihrer Eltern gezogen waren. 1890 studierte Boyle bei Elizabeth Garrett Anderson an der London School of Medicine for Women.  1893 qualifizierte sie sich durch die schottische Dreifachprüfung, die es schottischen medizinischen Fakultäten ermöglichte, sich mit anderen Schulen weltweit auszugleichen.
Sie wurde am Royal College of Physicians of Edinburgh und der Royal Faculty of Physicians and Surgeons of Glasgow zugelassen und erwarb 1894 in Brüssel einen Doktor der Medizin (MD) und wurde Mitglied der British Medical Association. Im selben Jahr begann sie bei der Canning Town Medical Mission zu arbeiten und von 1894 bis 1897 war sie als Assistenzärztin am Claybury Hospital tätig, wo sie sich auf neurologische Erkrankungen konzentrierte. Sie arbeitete dort an einigen von Sir Frederick Walker Motts frühen Experimenten in der Psychopathologie und identifizierte und isolierte als Erste die Bazillenruhr als eine infektiöse Erkrankung bei psychisch kranken Menschen.
Boyle wurde später medizinischer Superintendent am Canning Town Mission Hospital im East End von London. Mitte 1897 zogen Boyle und ihre Kollegin Mabel Jones nach Brighton, um als erste weibliche Allgemeinärzte der Stadt zu arbeiten. 1899 gründeten sie die Lewes Road Dispensary for Women and Children, eine Hausarztpraxis in Roundhill Crescent.
1905 gründete Boyle das Lady Chichester Hospital für Frauen mit psychischen Erkrankungen als das erste Krankenhaus seiner Art in England. Das Krankenhaus bot kostenlose oder kostengünstige Versorgung mit überwiegend weiblichem Personal an. Die Einrichtung war die einzige in Brighton, die eine stationäre Versorgung ermöglichte. 1911 verlegte sie das Krankenhaus in die Brunswick Road, bevor sie sich neun Jahre später im Aldrington House niederließ. Eine von Boyles Patientinnen war 1922 die Künstlerin Madge Gill, die sie in ihrem künstlerischen Schaffen ermutigte.
Während des Ersten Weltkriegs arbeitete sie zusammen mit James Berry in der Royal Free Hospital Unit in Vrnjačka Banja in Serbien und nach dem Krieg wurde ihr für ihre Verdienste die Queen Elisabeth Medal und der St.-Sava-Orden verliehen.
Während sie ihre Arbeit am Lady Chichester Hospital fortsetzte, wurde Boyle Honorarberaterin für Nervenkrankheiten 1930 am Royal Sussex Hospital und 1937  am Royal County Hospital.
1948 übernahm der National Health Service das Lady Chichester Hospital und Boyle ging in den Ruhestand. Sie wohnte bis zu ihrem Tod, einen Tag nach ihrem 88. Geburtstag, in ihrem Haus in Pyecombe, wo sie mit ihrer Lebensgefährtin Marguerite du Pre Gore Lindsay lebte.

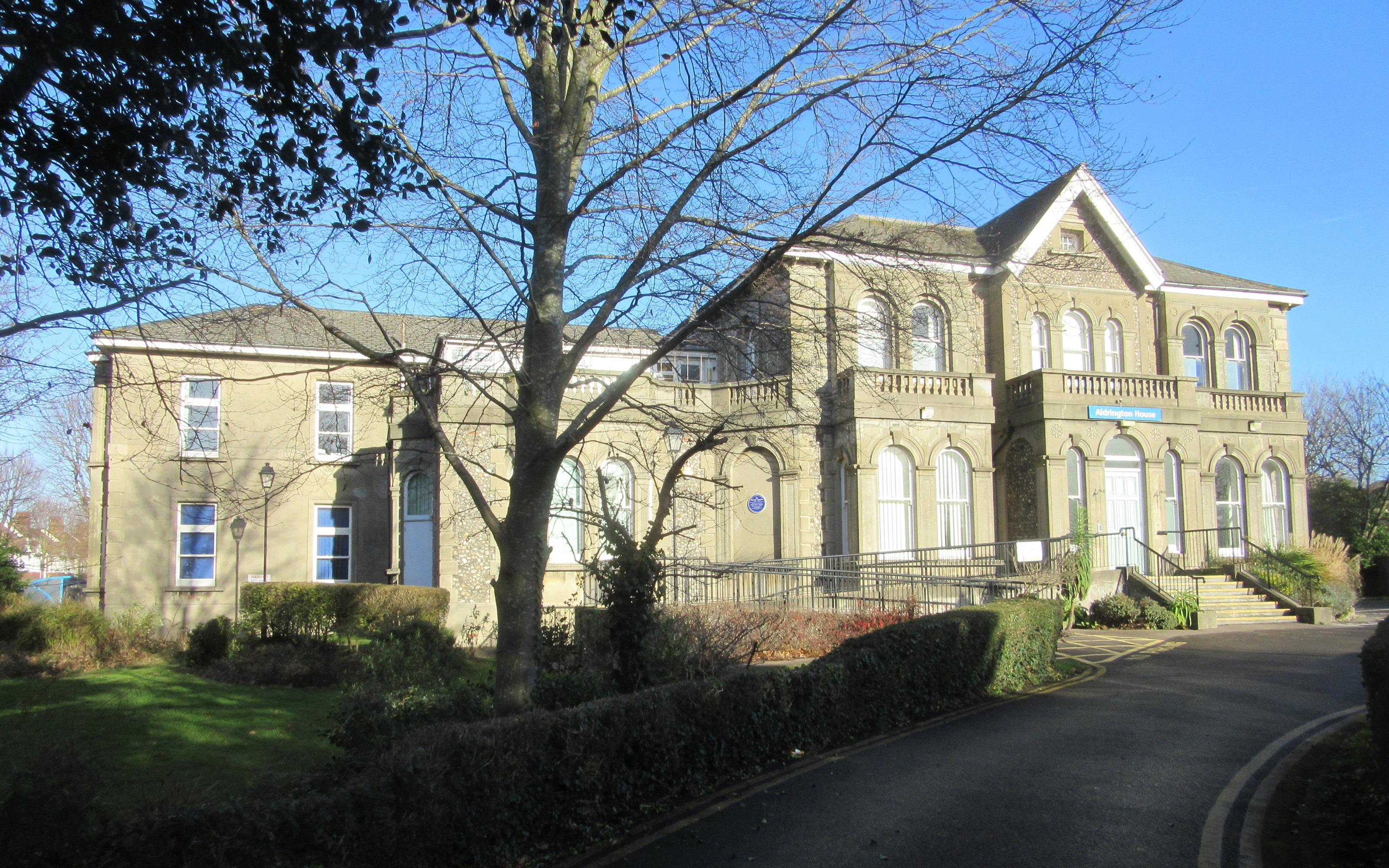
Aldrington House, New Church Road, Aldrington, 2017

Ihr Krankenhaus blieb bis 1988 geöffnet und 2015 wurde ihr zu Ehren eine blaue Plakette am Aldrington House angebracht.

## Mitgliedschaften
Boyle wurde 1898 Mitglied der Royal Medico-Psychological Association (jetzt Royal College of Psychiatrists) und wurde 1939 die erste weibliche Präsidentin. Sie war 1913 an der Gründung der Guardianship Society, 1917 an der Medical Women’s Federation, 1922 an der International Medical Women’s Federation beteiligt. 1923 war sie Mitbegründerin und stellvertretende Vorsitzende des National Council for Mental Hygiene und wurde 1924 Mitglied des Archbishop Temple's Church's Council of Healing. 1953 wurde sie Mitglied des Ehrenkomitees der World Federation for Mental Health.

## Auszeichnungen und Ehrungen
- Queen Elisabeth Medal
- St.-Sava-Orden
- 2015 wurde ein Brighton & Hove-Bus ihr zu Ehren benannt.[4]
- Der Pascal-Boyle-Preis wird zu Ehren von Helen Boyle und Constance Pascal von der Europäischen Psychiatrischen Vereinigung vergeben.[5][6]

## Veröffentlichungen (Auswahl)
- 1899: Case of juvenile general paralysis. Journal of Mental Science.
- 1905: Some points in the early treatment of mental and nervous cases (with special reference to the poor). Journal of Mental Science.
- 1924: The ideal clinic for the treatment of nervous and borderland cases. Journal of Mental Science.
- 1939: Watchman, what of the night? Journal of Mental Science.
- 1930: Diagnosis and treatment of the milder forms of the manic depressive psychosis. Proceedings of the Royal Society of Medicine.
- 1944: The mental hygiene movement. Mental Health.